# Брюль, Алоизий Фредерик фон
Граф Алоизий Фредерик Юзеф фон Брюль (21 июня 1739 — 27 января 1793) — польско-саксонский дипломат, политик, масон, военачальник, поэт и драматург. Чашник великий коронный (с 1761 года), генерал коронной артиллерии (с 1763 года), староста варшавский (с 1750 года), липницкий, болимовский и блонский (с 1759 года).

## Биография
Представитель саксонского дворянского рода Брюль. Старший сын графа Генриха фон Брюля (1700—1763), первого министра Саксонии и фаворита польского короля Aвгуста III Веттина, и Марии Анны Коловрат-Краковской (1717—1762).
Получил образование в университетах Лейпцига и Лейдена. В 1750 году Алоизий Фредерик фон Брюль получил должность старосты варшавского, которую ранее занимал воевода русский, князь Август Александр Чарторыйский, что вызвало недовольство польской дворянства. В 1757 году после переезда в Польшу стал командующим панцирной хоругви. В 1758 году был избран послом на сейм от Закрочимской земли. Участвовал в Семилетней войне с Пруссией на стороне Саксонии.
В 1760 году Алоизий Фредерик фон Брюль участвовал в посольстве в Вену, весной 1762 года был отправлен в Санкт-Петербург, где поздравлял Петра III Фёдоровича с вступлением на императорский престол. В 1761 году был награждён орденом Белого Орла и был вторично избран послом на сейм от Черской земли. Во время парламентской сессии 1762 года подвергся нападкам со стороны стольника великого литовского Станислава Антония Понятовского, сторонника партии «Фамилия», который утверждал, что Алоизий Фредерик фон Брюль, не являясь польским дворянином, не имеет права заседать в посольской избе.
30 марта 1763 года получил чин генерала коронной артиллерии, которую раньше занимал его отец. В 1764 году поддержал избрание Станислава Августа Понятовского на польский королевский престол. В качестве награды Станислав Понятовский пожаловал польское дворянство и подтвердил за ним все занимаемые должности в Речи Посполитой. В 1765 году предложил сейму проект реформирования артиллерийского корпуса, бюджет которого был увеличен до 360 тысяч злотых.
Во время Барской конфедерации (1768—1772) Алоизий Фредерик фон Брюль находился в Дрездене. В 1768 году в качестве старосты варшавского добился строительства канализации и создания пожарной службы в польской столицы. Сейм 1773—1775 годов расширил полномочия Брюля, передав ему контроль над крепостями Речи Посполитой. В 1777 году был награждён орденом Святого Станислава. Примерно в то же время Алоизий смог вернуть роду семейный дворец, перешедший в собственность прусских властей.
В 1766 году Алоизий Фредерик фон Брюль основал артиллерийскую школу. Он реформировал организацию артиллерийской подготовки, ввел изменения в подготовке артиллеристов и офицеров. Позднее он получил под своё командование малопольскую дивизию и чин генерал-лейтенанта. Проводил военные учения, сочетая кавалерию, пехоту и артиллерию. Первые манёвры произошли в 1776 году под Каменцем-Подольским. Он заботился о развитии и поддержания в должном состоянии опорных пунктов (крепостей) Речи Посполитой. В 1775 году участвовал в создании инженерного корпуса.
В 1780 году Алоизий Фредерик фон Брюль был включен в состав Постоянного Совета и стал членом военного департамента. В 1775 году создал артиллерийскую школу при польском артиллерийском корпусе, которая выпустила около 400 подготовленных офицеров. В 1788 года продал свой патент генерала коронной артиллерии богатому магнату Станиславу Щенсному Потоцкому за 20 тысяч дукатов.
Занимался благотворительностью. В 1785 года основал в Варшаве для бедных ткацкую фабрику, где они шили чулки для армии. Также сделал свой вклад в создании первой в Речи Посполитой клиники для безопасной вакцинации больных ветряной оспой.
После смерти своего сына и второй жены Алоизий Фредерик фон Брюль продал все свои польские имения. Вскоре после этого женился в третий раз и в 1790 году переехал в Саксонию, где поселился в Бродах. 27 января 1793 года скончался в возрасте 53 лет по дороге в Берлин.
Был автором множества комедий, писал на французском, немецком и польском языках.

## Семья
Был трижды женат. В 1760 году в Кристинополе первым браком женился на Марианне Клементине Потоцкой, дочери воеводы киевского Франциска Салезия Потоцкого (ок. 1700—1772) и Анны Потоцкой (ум. 1772).
В 1780 году вторично женился на Марии Терезе Потоцкой, дочери чашника великого коронного и генерал-лейтенанта польской армии Игнацы Потоцкого (1715—1765) и Урсулы Дзедушицкой (1729—1783). Дети:
- Амалия фон Брюль (1782—1832)

В 1783 году в третий раз женился на графине Анне Жозефине Кристине Шаффготш, от брака с которой имел дочь и сына:
- Тереза фон Брюль (1784—1844), жена с 1808 года графа Франца Антония Пауля Тун унд Гогенштейн (1786—1873).
- граф Фридрих Август фон Брюль (1791—1856)